# Tweede Kamerverkiezingen 2017/Kandidatenlijst/CDA
Dit is de lijst van kandidaten van het CDA voor de Nederlandse Tweede Kamerverkiezingen van 15 maart 2017, zoals deze op 3 februari 2017 werd vastgesteld door de Kiesraad.

## Achtergrond
Op 6 september 2016 maakte het CDA de eerste 25 kandidaten voor de Tweede Kamerverkiezingen op 15 maart 2017 bekend. De lijsttrekker was de toenmalige fractievoorzitter Sybrand van Haersma Buma.

## Landelijke kandidaten
- vet: verkozen
- cursief: voorkeurdrempel overschreden

1. Sybrand van Haersma Buma - 788.073 stemmen
2. Mona Keijzer - 165.384
3. René Peters - 11.270
4. Pieter Omtzigt - 97.638
5. Madeleine van Toorenburg - 20.194
6. Raymond Knops - 12.876
7. Pieter Heerma - 1.584
8. Harry van der Molen - 8.636
9. Hanke Bruins Slot - 7.330
10. Jaco Geurts - 17.058
11. Anne Kuik - 15.906
12. Chris van Dam - 1.441
13. Agnes Mulder - 12.013
14. Michel Rog - 1.823
15. Mustafa Amhaouch - 4.006
16. Martijn van Helvert - 19.106
17. Erik Ronnes - 5.567
18. Joba van den Berg-Jansen - 3.551
19. Evert Jan Slootweg[1] - 1.070
20. Lenny Geluk-Poortvliet[1] - 2.962
21. Hilde Palland[1] - 6.464
22. Wytske de Pater-Postma[1] - 1.779
23. Julius Terpstra[1] - 1.477
24. Stijn Steenbakkers - 2.169
25. Gerard van den Anker[1] - 2.815
26. Vivianne Heijnen - 15.821
27. Sebastiaan den Bak - 475
28. Chris Schotman - 775
29. Arjan Erkel - 1.302
30. Karin Zwinkels - 8.768
31. Esther Hanemaaijer - 8.731
32. Jan Hutten - 843
33. Marischa Kip - 757
34. Eugène van Mierlo - 2.141
35. Ria de Korte-Verhoef - 1.505
36. Bob Bergkamp - 622
37. Jan-Jaap den Haan - 368
38. Jochgem van Opstal - 282
39. Barbara Gardeniers - 695
40. Mustafa Bal - 549
41. René Vrugt - 287
42. Bart van Dekken - 352
43. Wiljan Vloet - 450
44. Maurits von Martels - 21.510
45. Roy van den Broek - 868

## Regionale kandidaten

### Groningen
1. Gert-Jan Bakker - 2[2]
2. Rogier Havelaar - 9[3]
3. Marc Jager - 79[4]
4. Henk Helmantel - 209
5. Hannie van Leeuwen - 36[5]

### Leeuwarden, Lelystad
1. Gert-Jan Bakker - 9[2]
2. Marc Jager - 6[4]
3. Rogier Havelaar - 14[3]
4. Frank Meerkerk - 8[6]
5. Hannie van Leeuwen - 102[5]

### Assen
1. Emmaly Scheepstra - 86
2. Hanneke Wiersema - 93
3. Frits Alberts - 175
4. Klaas Neutel - 91
5. Thilla Franken - 150

### Zwolle
1. Erik Dannenberg - 349
2. Lisanne Spanbroek - 302
3. Theo Morskate - 431
4. Bert Beun - 396
5. Bouwien Rutten - 803

### Nijmegen, Arnhem
1. Frank Wissink - 604
2. Ilse Saris - 2.046
3. Mark Buck - 334
4. Nathan Stukker - 543
5. Harold Zoet - 355

### Utrecht
1. Gert-Jan Bakker - 7[2]
2. Marc Jager - 6[4]
3. Rogier Havelaar - 13[3]
4. Frank Meerkerk - 22[6]
5. Radj Ramcharan - 193

### Amsterdam
1. Duco van Lanschot - 46
2. Steffi Rombouts - 38
3. Rogier Havelaar - 38[3]
4. Suzanne van Triest - 52
5. Abdulkadir Tanyildiz - 32

### Haarlem
1. Jaap Bond - 20[7]
2. Fadime Şimşek - 88
3. Rogier Havelaar - 59[3]
4. Marleen Sanderse - 168
5. Hannie van Leeuwen - 100[5]

### Den Helder
1. Jaap Bond - 81[7]
2. Martijn Eelman - 139
3. Rogier Havelaar - 33[3]
4. Aagje Zeeman - 71
5. Hannie van Leeuwen - 90[5]

### 's-Gravenhage
1. Gert-Jan Bakker - 20[2]
2. Johanna Besteman - 7[8]
3. Rob Wessels - 6[9]
4. Karsten Klein - 67
5. Hannie van Leeuwen - 52[5]

### Rotterdam
1. Sven de Langen - 91
2. Christine Eskes - 142
3. Alex Hallema - 74
4. Hugo de Jonge - 83
5. Hannie van Leeuwen - 116[5]

### Dordrecht
1. Gert-Jan Bakker - 15[2]
2. Johanna Besteman - 89[8]
3. Paul Boogaard - 304
4. Frank Meerkerk - 362[6]
5. Hannie van Leeuwen - 328[5]

### Leiden
1. Gert-Jan Bakker - 16[2]
2. Johanna Besteman - 50[8]
3. Rob Wessels - 198[9]
4. Hans Demoed - 111
5. Hannie van Leeuwen - 233[5]

### Middelburg
1. Patricia de Milliano - 400
2. Jo-Annes de Bat - 793
3. Jos van Ginneken - 866
4. Henk Zielstra - 130
5. Peter Koeman - 90

### Tilburg
1. Ronnie Buiks - 681
2. Hans Verbraak - 418
3. Mariëtte Nooijens - 517
4. Erik de Ridder - 614
5. Jeroen Bruijns - 536

### 's-Hertogenbosch
1. Jan Roefs - 507
2. Willy Hanssen - 412
3. Paul Leenders - 532
4. Annemieke van de Ven - 533
5. Driek van de Vondervoort - 1.270

### Maastricht
1. Jacob Knoops - 533
2. Charles Claessens - 520
3. Marc Breugelmans - 654
4. Hendrik Stals - 1.164
5. Hannie van Leeuwen - 54[5]

### Bonaire
1. Gert-Jan Bakker - 0[2]
2. Marc Jager - 1[4]
3. Rogier Havelaar - 0[3]
4. Koos Sneek - 385
5. Hannie van Leeuwen - 1[5]

VVD · PvdA · PVV · SP · CDA · D66 · ChristenUnie · GroenLinks · SGP · Partij voor de Dieren · 50PLUS · OndernemersPartij · VNL · DENK · Nieuwe Wegen · Forum voor Democratie · De Burger Beweging · Vrijzinnige Partij · GeenPeil · Piratenpartij · Artikel 1 · Niet Stemmers · Libertarische Partij · Lokaal in de Kamer · Jezus Leeft · StemNL · Mens en Spirit/Basisinkomen Partij/V-R · Vrije Democratische Partij
1977 · 1981 · 1982 · 1986 · 1989 · 1994 · 1998 · 2002 · 2003 · 2006 · 2010 · 2012 · 2017 · 2021 · 2023